# Saint-Georges-d'Elle
Saint-Georges-d'Elle és un municipi francès situat al departament de la Manche i a la regió de Normandia. L'any 2007 tenia 375 habitants.

## Demografia

### Població
El 2007 la població de fet de Saint-Georges-d'Elle era de 375 persones. Hi havia 148 famílies de les quals 28 eren unipersonals (8 homes vivint sols i 20 dones vivint soles), 60 parelles sense fills, 56 parelles amb fills i 4 famílies monoparentals amb fills.
La població ha evolucionat segons el següent gràfic:
Habitants censats

### Habitatges
El 2007 hi havia 162 habitatges, 150 eren l'habitatge principal de la família, 6 eren segones residències i 6 estaven desocupats. Tots els 162 habitatges eren cases. Dels 150 habitatges principals, 119 estaven ocupats pels seus propietaris, 27 estaven llogats i ocupats pels llogaters i 3 estaven cedits a títol gratuït; 12 tenien dues cambres, 15 en tenien tres, 36 en tenien quatre i 86 en tenien cinc o més. 102 habitatges disposaven pel capbaix d'una plaça de pàrquing. A 69 habitatges hi havia un automòbil i a 75 n'hi havia dos o més.

### Piràmide de població
La piràmide de població per edats i sexe el 2009 era:
| Homes | Edats   | Dones |
| ----- | ------- | ----- |
| 0     | 95 o +  | 0     |
| 0     | 90 a 94 | 4     |
| 0     | 85 a 89 | 4     |
| 0     | 80 a 84 | 0     |
| 8     | 75 a 79 | 8     |
| 0     | 70 a 74 | 4     |
| 8     | 65 a 69 | 0     |
| 12    | 60 a 64 | 24    |
| 8     | 55 a 59 | 4     |
| 8     | 50 a 54 | 12    |
| 8     | 45 a 49 | 12    |
| 20    | 40 a 44 | 4     |
| 20    | 35 a 39 | 28    |
| 16    | 30 a 34 | 12    |
| 8     | 25 a 29 | 8     |
| 0     | 20 a 24 | 16    |
| 20    | 15 a 19 | 8     |
| 24    | 10 a 14 | 20    |
| 20    | 5 a 9   | 4     |
| 16    | 0 a 4   | 8     |

## Economia
El 2007 la població en edat de treballar era de 276 persones, 218 eren actives i 58 eren inactives. De les 218 persones actives 205 estaven ocupades (109 homes i 96 dones) i 13 estaven aturades (5 homes i 8 dones). De les 58 persones inactives 23 estaven jubilades, 25 estaven estudiant i 10 estaven classificades com a «altres inactius».

### Ingressos
El 2009 a Saint-Georges-d'Elle hi havia 147 unitats fiscals que integraven 366 persones, la mediana anual d'ingressos fiscals per persona era de 16.256 €.

### Activitats econòmiques
Dels 15 establiments que hi havia el 2007, 8 eren d'empreses de construcció, 2 d'empreses de comerç i reparació d'automòbils, 1 d'una empresa de transport, 1 d'una empresa d'hostatgeria i restauració, 1 d'una empresa financera, 1 d'una empresa de serveis i 1 d'una entitat de l'administració pública.
Dels 7 establiments de servei als particulars que hi havia el 2009, 1 era un paleta, 1 guixaire pintor, 3 fusteries, 1 lampisteria i 1 electricista.
L'únic establiment comercial que hi havia el 2009 era una botiga d'equipament de la llar.
L'any 2000 a Saint-Georges-d'Elle hi havia 33 explotacions agrícoles que ocupaven un total de 600 hectàrees.

## Equipaments sanitaris i escolars
El 2009 hi havia una escola elemental integrada dins d'un grup escolar amb les comunes properes formant una escola dispersa.

## Poblacions més properes
El següent diagrama mostra les poblacions més properes.